# 진달래방패벌레
| 학명      | Stephanitis pyrioides                                               |
| 계        | 동물                                                                |
| 문        | 절지동물                                                            |
| 강        | 곤충류                                                              |
| 목        | 노린재목                                                            |
| 과        | 방패벌레과                                                          |
| 속        | Stephanitis                                                         |
| 종        | pyrioides                                                           |
| 몸의 빛깔 | 검은색, 등면은 회색으로 희미한 광택이 있음                          |
| 서식장소  | 건조한 지역에 있는 진달래, 철쭉류                                   |
| 분포지역  | 한국·일본·중국·타이완·북아프리카·네덜란드·미국(동부)·오스트레일리아 |

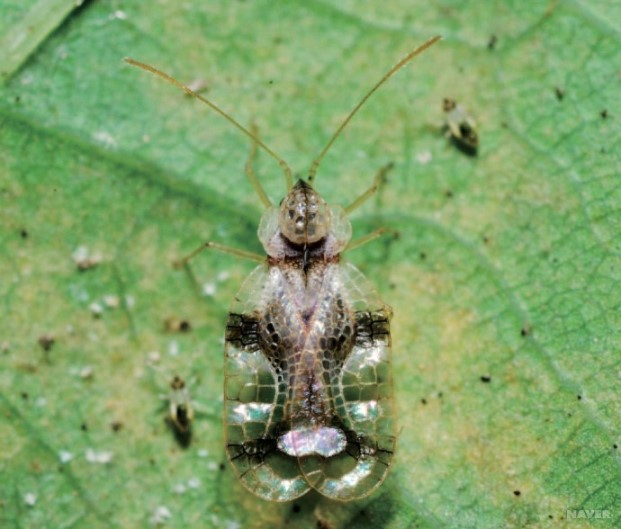
진달래방패벌레

진달래방패벌레(Azalea lace bug)는 3.5~4mm의 흑갈색이고 등은 회백색의 방패모양이다. 날개가 크고 접었을 때 X자모양의 반문이 보인다. 약충은 흑갈색이며 털 모양의 돌기가 있다.
서식장소는 건조한 지역에 있는 진달래이다.
분포지역은 한국·일본·중국·대만·북아프리카·네덜란드·미국미(동부)·오스트레일리아이다.

## 생태
- 연 4∼5회 발생하며 성충으로 낙엽사이나 지피 밑에서 월동한다.
- 성충은 4월경 잎 뒷면의 조직 내에 1개씩 산란하며 알기간은 5∼7일이다.
- 약충은 5월경부터 나타나 가을까지 불규칙한 발생을 계속하므로 성충과 약충이 동시에 출현한다.

## 피해
- 가해수종은 진달래, 철쭉, 산철쭉, 영산홍 등이다.
- 주로 가해수종의 잎 뒷면에 모여 살면서 흡즙 가해하며 잎표면은 황백색으로 변한다.
- 응애의 피해와 비슷하지만 피해부위에 검은색의 벌레똥과 탈피각이 붙어 있으므로 성충과 약충이 서식하지 않아도 응애 피해와 구별이 된다.
- 피해를 받아서 나무가 죽는 경우는 거의 없지만 수세가 쇠약해지고 미관을 해친다. 특히 배설물에 의한 2차 그을음병을 유발해 수목의 미관을 심하게 훼손시킨다.
- 주로 피해 발생은 기온이 올라가있는 장마기 전후에 발생한다. 다만 당해년도의 기후가 건조할 경우 첫 피해가 4월~5월경부터 나타나는 경우도 있다. 이렇게 발생한 피해는 장마기를 거쳐 기온이 다소 내려가는 가을까지 계속해서 이어진다.

## 방제

### 방제요령
진달래방패벌레의 피해를 입은 기주식물의 특성상 육안으로 관찰하여 피해를 발견하기가 쉬우므로 피해상태 및 유해충의 개체 발견 시 빠른 시일내에 방제 작업을 진행한다.

### 방제시기
통상적으로는 약충이 관찰되는 발생 초기(4월~5월경)에 시작한다. 다만 당해년 봄과 여름시기의 기온상승 등의 이유로 출현 시기가 빨라지거나, 방제를 진행했음에도 재차 발생하는 경우가 있다.

### 방제방법

#### 화학적 방제
5월 1세대 발생초기에 이미다클로프리드 액상수화제(8%) 2,000배액 또는 메티다티온 유제(40%) 1,000배액을 10일 간격으로 2회 살포한다. 1세대 발생 초기인 5월 초순에 이미다클로프리드 입제(2%) 또는 카보퓨란입제(3%)를 ha당 30kg을 살포한다.

#### 생물적 방제
포식성 천적인 무당벌레과, 풀잠자리목, 거미강 등을 보호한다.

#### 물리적 방제
피해 잎을 제거하여 소각한다.